# 麥立馬克縣
麥立馬克縣（英語：Merrimack County）是美国新罕布什尔州中部的一個郡，面積2,477平方公里。根據2020年美國人口普查，共有人口15萬3,808人。縣治康科德。該縣成立於1823年，縣名來自梅里马克河。